# 田中雅志
田中雅志（たなか　まさし、1960年-　）は、日本の美術評論家、翻訳家。東京都出身。早稲田大学大学院文学研究科修士課程修了。西洋のエロティック美術、文学の翻訳・評論を行う。

## 著書
- 『エロティック美術館』河出書房新社 1996
- 『エロティック美術館 貴婦人たちの夢想』河出書房新社 1999
- 『封印されたエロス もう一つの美術コレクション』三交社 2002

### 編著
- 『歌姫の告白』編著 二見文庫 クラシック・アート・コレクション モダン・エロティック・ギャラリー 1990
- 『ウィーン裸体倶楽部』編著 二見文庫 クラシック・アート・コレクション モダン・エロティック・ギャラリー 1991
- 『仮面舞踏会の夜』編著 二見文庫 クラシック・アート・コレクション モダン・エロティック・ギャラリー 1991
- 『パリ遊戯館』編著 二見文庫 クラシック・アート・コレクション モダン・エロティック・ギャラリー 1991
- 『女教師の部屋』編著 二見文庫 クラシック・アート・コレクション モダン・エロティック・ギャラリー 1992
- 『宗教地獄絵・残虐地獄絵』吉田八岑共著 大和書房 2006

### 翻訳
- フレデリック・モネイロン ほか『アンドロギュヌスの宇宙』青弓社 1997
- チャス・S.クリフトン『異端事典』三交社 1998
- クリフォード・ビショップ『性と聖 性の精神文化史』河出書房新社 2000
- ポール・ニューマン『恐怖の歴史 牧神からメン・イン・ブラックまで』三交社 2006
- シャンタル・トマ『サド侯爵 新たなる肖像』三交社 2006
- 『魔女の誕生と衰退 原典資料で読む西洋悪魔学の歴史』編訳 三交社 2008
- ジャン=マニュエル・トレモン『69秘められたエロス 古代から現代-愛と欲望のアート』パイインターナショナル 2010

## 注
1. ↑  『69秘められたエロス』訳者紹介